# Chichibu yomatsuri
Le Chichibu yomatsuri (秩父夜祭, chichibu yo matsuri) est un festival japonais (matsuri) du sanctuaire Chichibu-jinja, se déroulant dans la ville de Chichibu (Préfecture de Saitama). Il se tient chaque année le 3 décembre, depuis 1713.
Le Chichibu yomatsuri est l’un des trois festivals importants de chars au Japon ; il a lieu les 2 et 3 décembre dans le quartier bamba à Chichibu. Deux cent mille personnes environ participent à ce festival chaque année.
Ce festival est une fête de la moisson. On célèbre le rendez-vous d’un dieu de l’eau avec une déesse de la moisson une fois par un.
Les citoyens mettent un happi, un costume traditionnel, pour ce festival. Chaque quartier a un char, il y en a six au total pour le festival. Une scène de kabuki se trouve sur les véhicules. On peut voir quatre chars tour à tour (Miyaji, Hommachi, Uemachi, Nakamachi).
Un feu d'artifice est tiré le 3 décembre au soir, ce qui est un événement rare au Japon en hiver.